# 阿图尔·施纳贝尔 (运动员)
阿图尔·施纳贝尔（德語：Arthur Schnabel，1948年9月16日—2018年10月22日），德国柔道运动员。他在1984年夏季奥运会上赢得了一枚铜牌。他还曾参加了1976年夏季奥运会。